# Podocarpus insularis
Podocarpus insularis é uma espécie de conífera da família Podocarpaceae.
Pode ser encontrada nos seguintes países: Indonésia, Papua-Nova Guiné, Ilhas Salomão e Vanuatu.